# Asamblea por Malí
La Asamblea por Malí (RPM, en francés: Rassemblement pour le Mali) es un partido político de Malí, fundado por Ibrahim Boubacar Keïta en 2001.

## Historia
En octubre del 2000, Ibrahim Boubacar Keïta, antiguo primer ministro, sale del Partido Africano para la Solidaridad y la Justicia (PASJ), partido del presidente Alpha Oumar Konaré, y que presidía desde 1994. Con algunos miembros del PASJ, Oumar Konaré funda en febrero de 2002 el movimiento Alternativa 2002, para sostener su candidatura. En junio fundaría la Asamblea por Malí.
En las elecciones presidenciales de mayo de 2002, Ibrahim Boubacar Keïta llega tercero con el 21,04 % del voto.
El RPM se alía con el Congreso Nacional de Iniciativa Democrática y el Movimiento Patriótico para el Renacimiento en una coalición llamada Esperanza 2002, en vista de las elecciones legislativas de 2002. Después de estas elecciones, el RPM se convierte en la segunda fuerza política del país, con 45 diputados.
El RPM obtuvo el 13 % de los votos en las elecciones comunales del 30 de mayo de 2004.
En 2007, para las elecciones presidenciales, el RPM presenta la candidatura de su presidente, Ibrahim Boubacar Keïta, y obtiene el 14.71 % de los votos populares.
En las elecciones presidenciales de 2018, Ibrahim Boubacar Keïta es elegido presidente de Malí con el 67.17 % en una segunda vuelta contra Soumaïla Cissé que obtuvo 32.83 %.

## Resultados electorales

### Presidenciales
|  | 19.15 % |

|  | 77.62 % |

|  | 67.16 % |